# Torchio oleario
Il torchio oleario è uno strumento usato nell'industria olearia per la spremitura, come le olive, semi oleosi (girasole, colza ...) o anche frutta secca (noci, nocciole),  per estrarre l'olio.

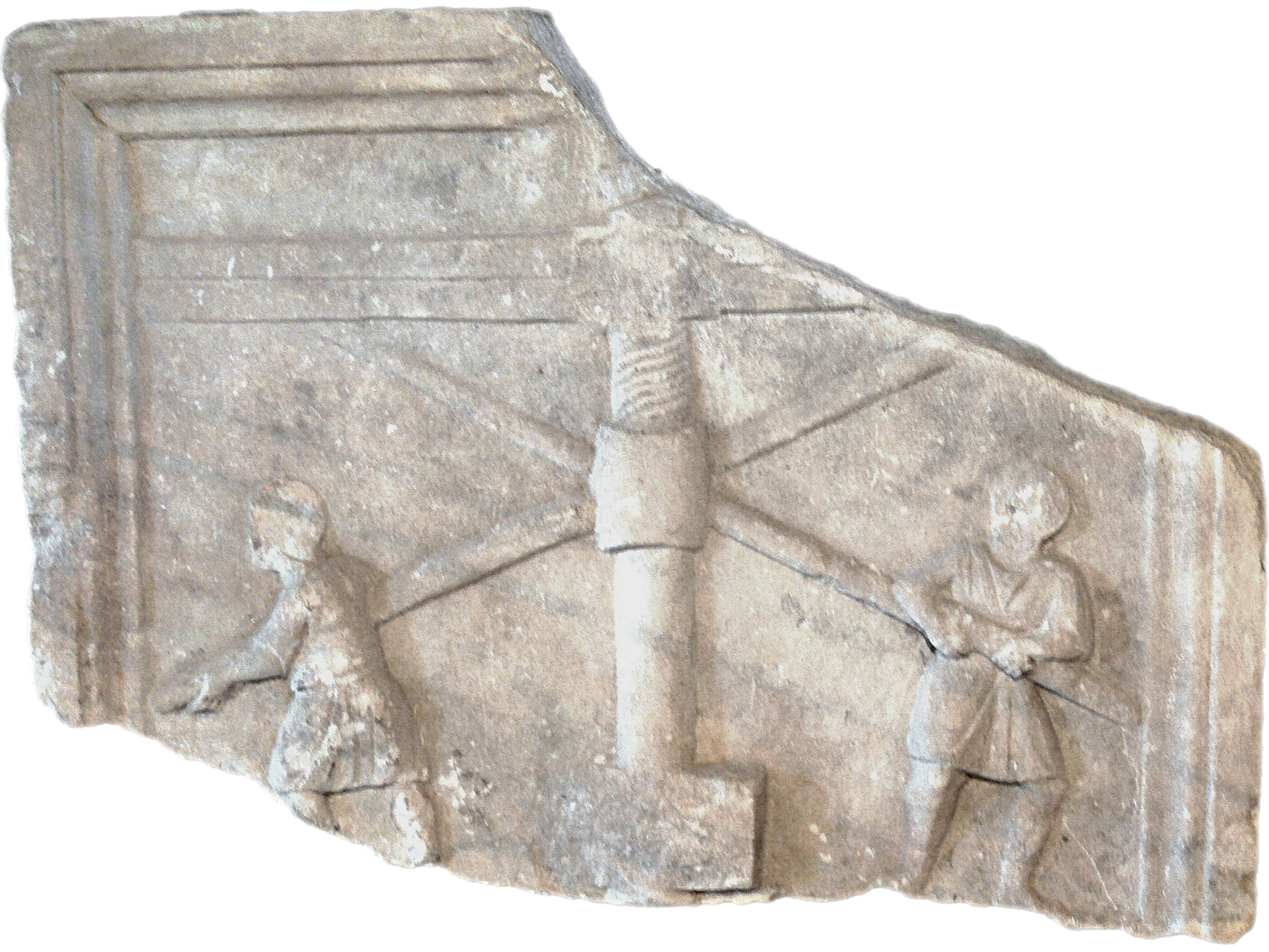
Bassorilievo del III secolo che rappresenta un torchio a vite. Museo archeologico nazionale di Aquileia.

## Storia

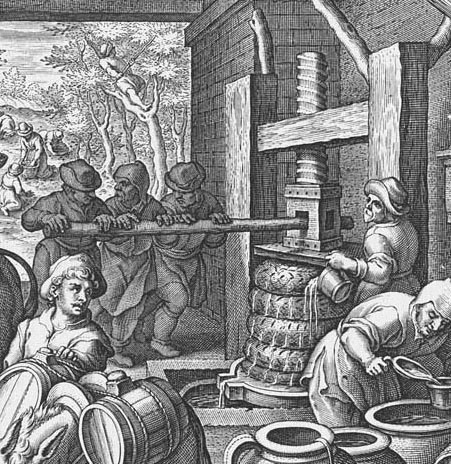
Rappresentazione di un torchio alla genovese: disegno del XVI secolo di Giovanni Stradano.

All'epoca romana, la diffusione del torchio (a leva)  per l'estrazione dell'olio di oliva è stata datata dal II secolo a.C. nelle regioni dell'Italia augustea e nelle provincie italiane tra Repubblica e Impero. Suo impianto richiedeva spazi adeguati: caratterizzato da un macchinario ingombrante, la sua leva poteva misurare fino a 10 metri.
Due principali tipologie sono attestate:
- il torchio a leva, suddiviso in due sottotipi; 
  - il torchio a verricello o “a piattaforma” detto anche "modello catoniano" (Cato., Agr., 18)[1].
  - Il torchio a vite  “a ara circolare”, conosciuto come "primo modello pliniano" (Plin., Hist. Nat., XVIII)[1].
- Il torchio a vite diretta,  noto come "secondo modello pliniano" (Plin., Hist. Nat., XVIII)[1].

Nei secoli seguenti, queste tipologie sono state utilizzate in tutto l’ambito del bacino del Mediterraneo e saranno sostituite progressivamente dal torchio a vite in legno o di ferro, molto più funzionali e meno ingombranti.
I due tipi di torchi a vite i più noti erano il "torchio alla calabrese" a due viti e il "torchio genovese" ad una vite diffuso in Italia settentrionale e che sara introdotto nella seconda parte del Ottocento in Italia meridionale. La differenza tecnologica tra i due torchi si trova dettagliata nel libro di Domenico Grimaldi  e la costruzione del "torchio alla genovese" è descritto in modo molto accurato nel trattato di Giovanni Presta, Degli ulivi, delle ulive, e della maniera di cavar l'olio. A notare, oggi, nel Salento, alcuni trappeti, tornati alla luce, conservano i pezzi e le tracce lasciati da torchi oleari antichi.
I primi decenni del XIX secolo sono stati caratterizzati dall'introduzione del torchio idraulico secondo le nuove proposte apportate da Pierre Ravanas. Negli anni 1970, la tecnologia di estrazione è orientata verso sistemi di lavorazione basati sul sistema centrifugo.

## Galleria d'immagini

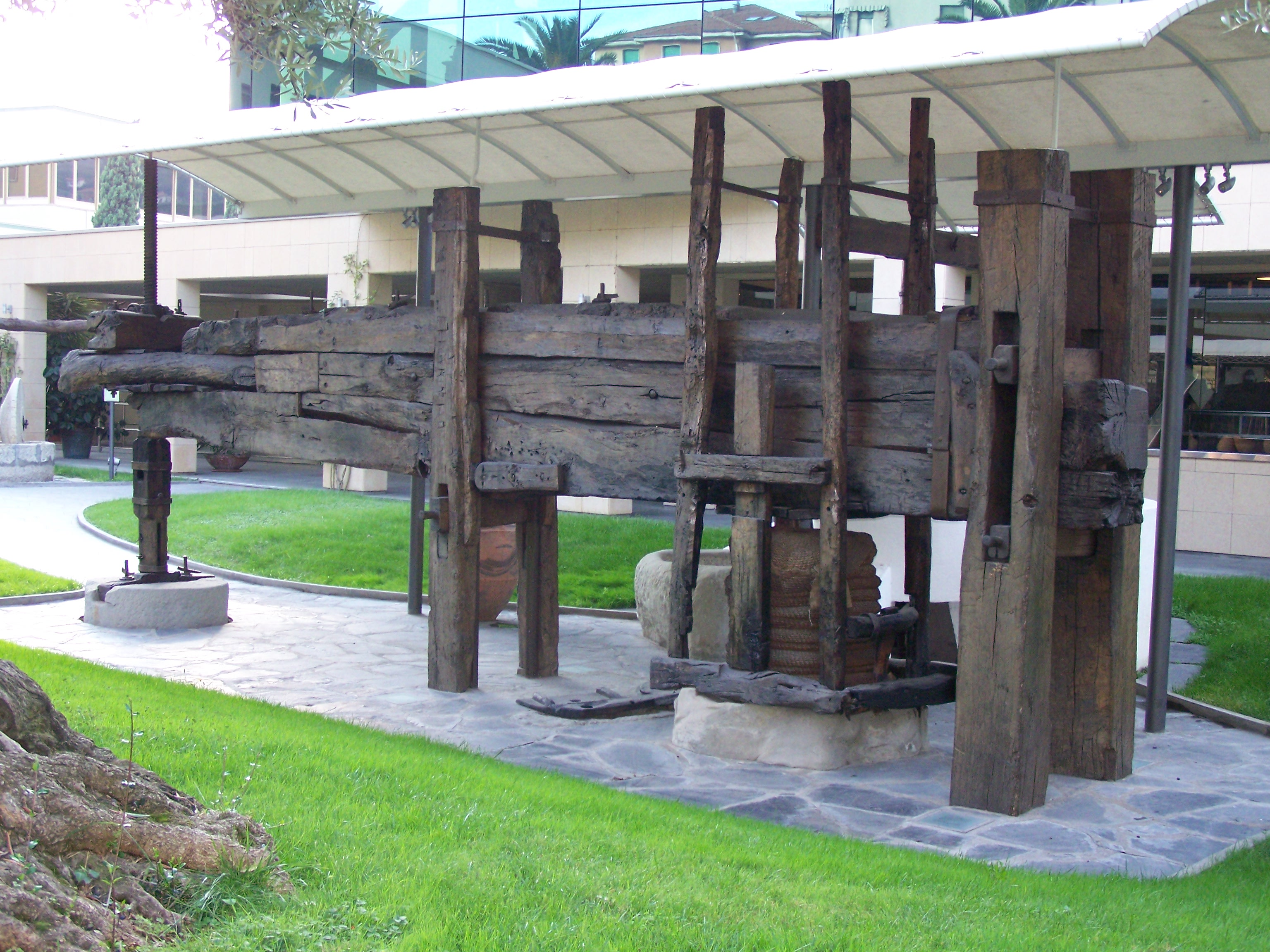
Torchio restaurato del XVII secolo,  di "tipo catoniano", nei giardini del Museo dell'olivo a Imperia Oneglia.
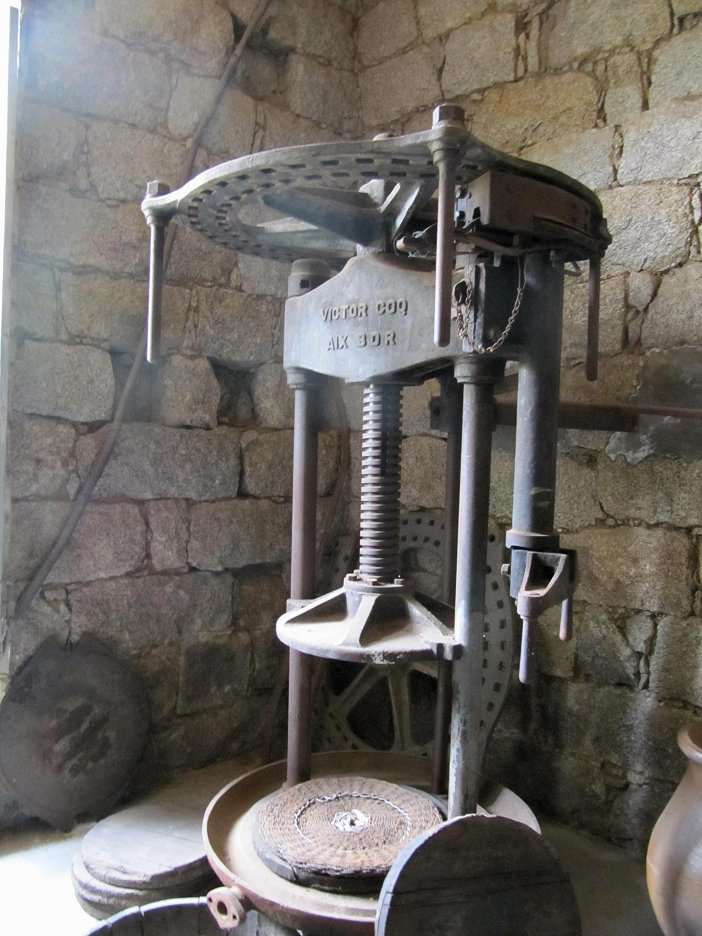
Torchio idraulico a Sartene
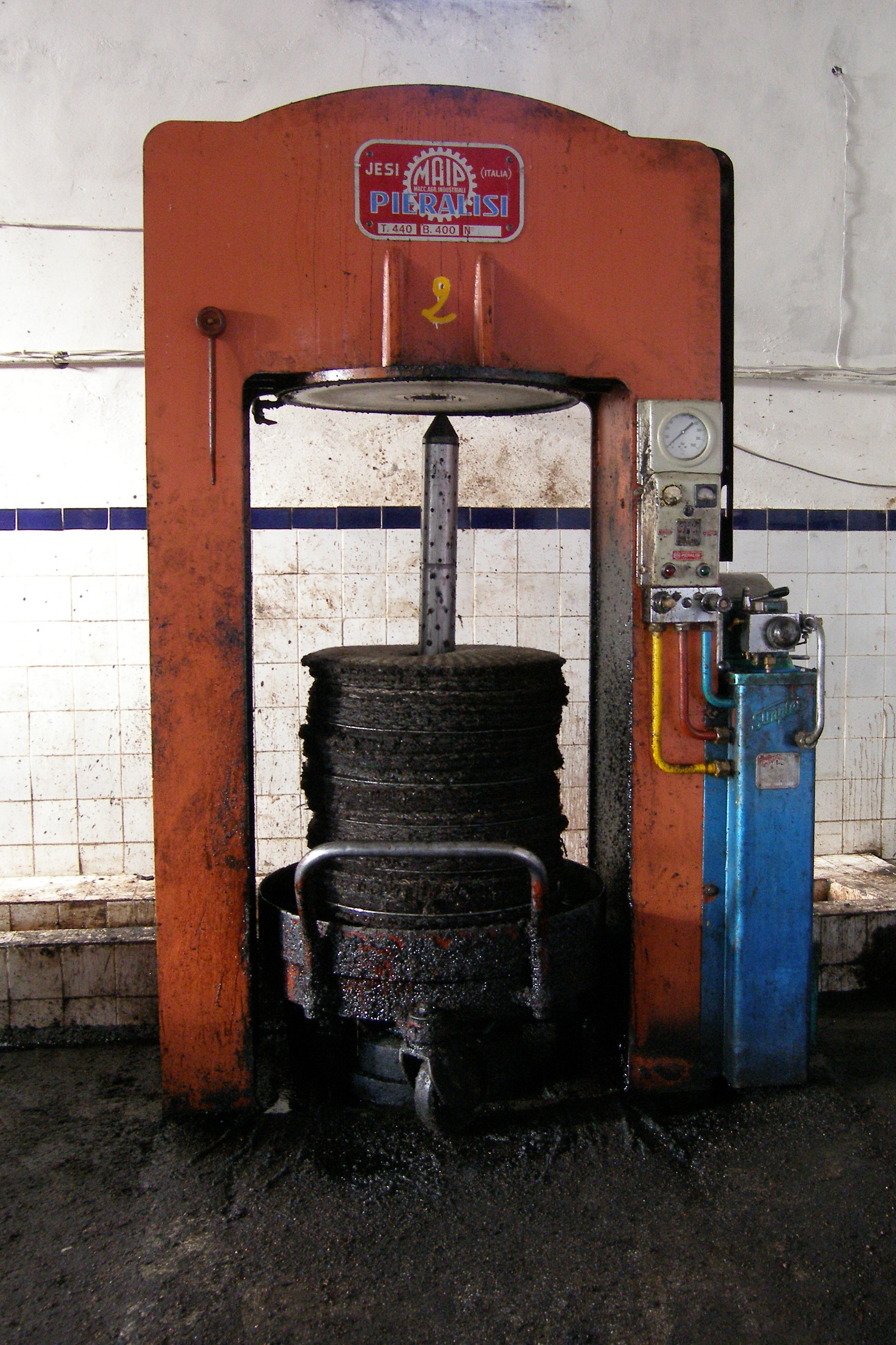
...e a Marrakech.
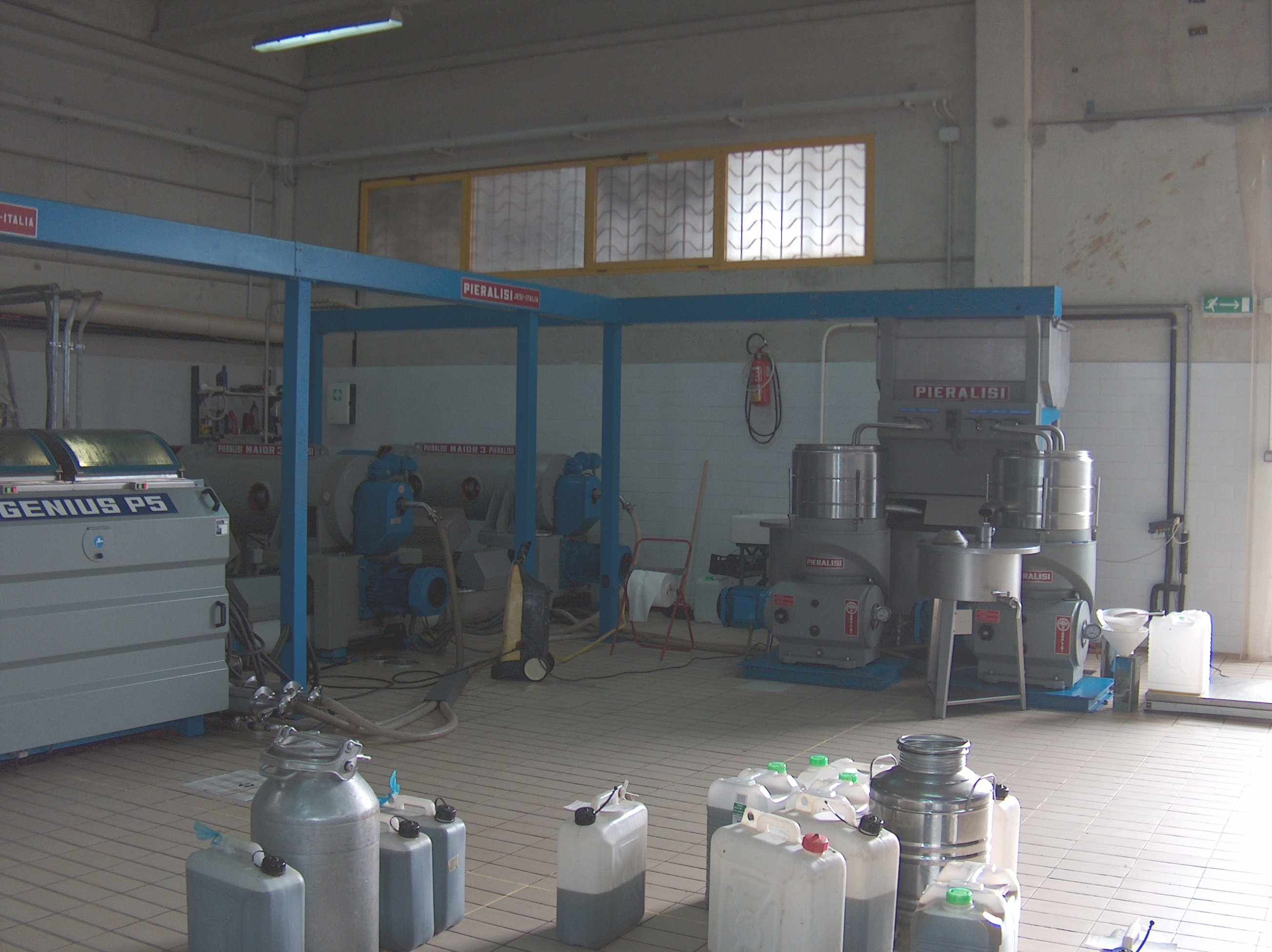
La sezione degli estrattori centrifughi di un impianto a ciclo continuo a Villacidro.